# Guillestre (tổng)
Tổng Guillestre là một tổng của Pháp nằm ở tỉnh Hautes-Alpes trong vùng Provence-Alpes-Côte d'Azur.

## Địa lý
Tổng này được tổ chức xung quanh Guillestre thuộc quận Briançon. Độ cao thay đổi từ 858 m (Saint-Clément-sur-Durance) à 3 381 m (Ceillac) với độ cao trung bình 1 315 m.

## Hành chính
| Giai đoạn | Ủy viên       | Đảng | Tư cách |
| --------- | ------------- | ---- | ------- |
| 2008-2014 | Marcel Cannat | DVD  |         |
| 2001-2008 | Marcel Cannat | DVD  |         |

## Các đơn vị cấp dưới
Tổng Guillestre gồm 9 xã với dân số là 5 461 người (điều tra năm 1999, dân số không tính trùng)
| Xã                        | Dân số | Mã bưu chính | Mã insee |
| ------------------------- | ------ | ------------ | -------- |
| Ceillac                   | 276    | 05600        | 05026    |
| Eygliers                  | 697    | 05600        | 05052    |
| Guillestre                | 2 211  | 05600        | 05065    |
| Mont-Dauphin              | 87     | 05600        | 05082    |
| Réotier                   | 161    | 05600        | 05116    |
| Risoul                    | 622    | 05600        | 05119    |
| Saint-Clément-sur-Durance | 229    | 05600        | 05134    |
| Saint-Crépin              | 541    | 05600        | 05136    |
| Vars                      | 637    | 05560        | 05177    |

## Biến động dân số
| 1962                                                     | 1968  | 1975  | 1982  | 1990  | 1999  |
| -------------------------------------------------------- | ----- | ----- | ----- | ----- | ----- |
| 3 305                                                    | 3 672 | 3 995 | 4 998 | 5 285 | 5 461 |
| Nombre retenu à partir de 1962 : dân số không tính trùng |       |       |       |       |       |